# Classe Tritone
La classe Tritone, parfois aussi appelée classe Flutto, était une classe de sous-marins de la Marine royale italienne (en italien : Regia Marina), construit pendant la Seconde Guerre mondiale pour compenser le manque croissant de sous-marins à employer en Méditerranée. 
Les sous-marins de la classe Tritone étaient du type à double coque partielle ; cette classe de sous-marins était sensiblement la même que la précédente classe Argo, avec l'introduction de quelques améliorations, telles que l'adoption d'un sous-marin de type allemand, des moteurs diesel plus puissants et une plus grande autonomie. Les sous-marins de la deuxième série, par rapport à ceux de la première série, avaient une longueur plus importante et un déplacement légèrement supérieur.
Les sous-marins de type I ont été nommés d'après des termes marins et des créatures marines. Les navires de type II et de type III portaient tous des noms de métaux.
Un total de 48 sous-marins ont été commandés, en trois séries (appelées "Types").

## Construction
Quarante-huit bateaux ont été commandés pour être construits au chantier naval Cantieri Riuniti dell'Adriatico (CRDA) à Monfalcone, au chantier naval Odero-Terni-Orlando (OTO) de Muggiano et au chantier naval Cantieri navali Tosi di Taranto (Tosi) à Tarente. 
Les unités ont été commandées en trois séries, la première de 12 sous-marins en 1941, la deuxième de 24 sous-marins et la troisième de 12  sous-marins; mais seuls 8  sous-marins de la série I sont entrés en service en 1942. Un certain nombre de  sous-marins de la série II ont été capturés par les Allemands sur les cales, achevés puis coulés. L'un d'entre eux, le sous-marin Bario, a été sauvé après la guerre, reconstruit et rebaptisé Calvi, servant ainsi dans la Marina Militare (marine italienne d'àprès-guerre), qe même que le Vortice. Les deux unités, ainsi que le sous-marin Giada, étaient les seuls sous-marins de la Regia Marina à faire également partie de la marine italienne Marina Militare.

## Histoire et caractéristiques
Les sous-marins de la classe Tritone étaient une évolution de la série 600 de sous-marins de taille moyenne, ou de haute mer. Ils ont été construits selon un plan partiel à double coque Bernardis, influencé par l'expérience de la guerre et une construction adaptée à la construction en série. Les Tritone étaient de bons sous-marins de mer avec des arrangements internes améliorés, une coque plus solide, un armement anti-aérien et des temps de plongée améliorés. Ils sont considérés comme les meilleurs sous-marins à déplacement moyen construits par l'Italie jusqu'à cette époque.
Les sous-marins de la classe Tritone déplaçaient 945 tonnes en surface et 1 111 tonnes en immersion. Les sous-marins mesuraient 63,15 mètres de long, avaient une largeur de 6,98 mètres et un tirant d'eau de 4,87  mètres. Ils avaient une profondeur de plongée opérationnelle de 130 mètres. Leur équipage comptait 49 officiers et hommes.
Pour la navigation de surface, les sous-marins étaient propulsés par deux moteurs diesel de 1 200 chevaux (900 kW), chacun entraînant un arbre d'hélice. En immersion, chaque hélice était entraînée par un moteur électrique de 400 chevaux-vapeur (300 kW). Ils pouvaient atteindre 16 nœuds (29,6 km/h) en surface et 8 nœuds (13,7 km/h) sous l'eau. En surface, la classe Tritone avait une autonomie de 5 400 milles nautiques (10 000 km) à 8 nœuds (14,8 km/h), en immersion, elle avait une autonomie de 80 milles nautiques (150 km) à 4 nœuds (7,4 km/h)
Les sous-marins étaient armés de six tubes lance-torpilles internes de 53,3 centimètres (21,0 pouces), quatre à l'avant et deux à l'arrière. Ils étaient également armés d'un canon de pont de 100 millimètres (4 pouces) calibre L/47 modèle 1938 pour le combat en surface. Leur armement anti-aérien consistait en quatre mitrailleuses Breda Model 1931 de 13,2 mm pour les sous-marins de la série I et de deux mitrailleuses Breda Model 1931 de 13,2 mm et de deux canons automatiques Scotti-IF 20/70 Model 1939 de 20 mm pour les sous-marins de la série II.

### Type I
La première série de 12 sous-marins a été mise en place en 1941; six du CRDA, et trois de chacun des OTO et Tosi. Dix d'entre eux ont été mis en service et ont été utilisés; deux autres n'ont pas été achevés lors de l'armistice italien en septembre 1943 et les travaux ont été abandonnés. Sur les dix navires qui devinrent opérationnels, trois furent coulés par les Alliés et quatre se sabordèrent à l'armistice. Ils ont tous été renfloués par les Allemands et rééquipés, mais les quatre ont été coulés lors de raids aériens alliés en 1944. Trois autres sous-marins se sont rendus aux Alliés et ont survécu à la guerre. Deux navires, le Grongo et le Murena, ont été équipés de conteneurs pour le transport de torpilles pilotées Maiale, pour les opérations de la force d'opérations spéciales Decima MAS.

### Type II
La deuxième série de 24 sous-marins était de même conception, bien qu'élargie légèrement pour résoudre les problèmes d'assiette mis en évidence dans les premiers navires. Ceux-ci ont été établis en 1942, 15 par la CRDA, six par OTO et trois par Tosi. Ces constructions ont été dépassées par l'effondrement de l'Italie en septembre 1943, et aucune n'était terminée à ce moment-là. La plupart de ces coques sont tombées entre les mains des Allemands, et les travaux se sont poursuivis sur plusieurs d'entre elles, mais aucune n'est devenue opérationnelle avant la reddition de l'Allemagne en 1945.

### Type III
La troisième série, composée de douze unités, était une copie du modèle de type II et devait commencer en 1943, mais aucun sous-marin  n'avait encore été établi (pose de la quille) au moment de la reddition de l'Italie en septembre de cette année-là. Ils ont tous été annulés par la suite. La troisième série est restée au stade de projet.

## Sous-marins

### Type I
- Cernia: Tosi; Suspension des travaux en septembre 1943 à l'armistice; mise en sommeil en 1944
- Dentice: Tosi; Suspension des travaux en septembre 1943 à l'armistice ; mise en sommeil en 1944
- Flutto: CRDA; Lancé le 19.11.42; coulé le 11.7.43 par un MTB britannique
- Gorgo: CRDA; Lancé le 31.1.42; coulé le 21.5.43 par le destroyer Nields
- Grongo: OTO; Lancé le 6.5.43; sabordé en septembre 1943 à l'armistice. Renfloué par les Allemands sous le nom d'"UIT 20" ; détruit lors d'un raid aérien en 1944
- Marea: CRDA; Lancé le 10.12.42; s'est rendu aux Alliés en septembre 1943
- Murena: OTO; Lancé le 11.4.43; sabordé en septembre 1943 à l'armistice. Renfloué par les Allemands sous le nom d'"UIT 16" ; détruit lors d'un raid aérien en 1944
- Nautilo: CRDA; Lancé le 20.3.43; sabordé en septembre 1943 à l'armistice. Renfloué par les Allemands sous le nom d'"UIT 19" ; détruit lors d'un raid aérien en 1944
- Sparide: OTO; Lancé le 21.2.43; sabordé en septembre 1943 à l'armistice. Renfloué par les Allemands sous le nom d'"UIT 15" ; détruit lors d'un raid aérien en 1944
- Spigola: Tosi; travail suspendu en septembre 1943 à l'armistice. Interruption en 1948
- Tritone: CRDA; Lancé le 3.1.42; coulé le 19.1.43 par le destroyer Antelope et la corvette Port Arthur
- Vortice: CRDA; Lancé le 23.2.43; s'est rendu aux Alliés en septembre 1943

### Type II
- Aluminio: OTO; inachevé à l'armistice de septembre 1943; démantelé par les Allemands
- Antinomio: OTO; inachevé à l'armistice de septembre 1943; démantelé par les Allemands
- Bario: CRDA: inachevé à l'armistice de septembre 1943; poursuivi par les Allemands, lancé le 23.1.44 UIT 7. sabordé en mai 1945
- Cromo: CRDA: inachevé lors de l'armistice de septembre 1943; démantelé par les Allemands
- Ferro: CRDA: inachevé à l'armistice de septembre 1943; poursuivi par les Allemands sous le nom d'"UIT 12" détruit inachevé en mai 1945
- Fosforo: OTO: inachevé lors de l'armistice de septembre 1943; démantelé par les Allemands
- Litio: CRDA: inachevé à l'armistice de septembre 1943; poursuivi par les Allemands, lancé le 19.2.44 sous le nom de "UIT 8". sabordé en mai 1945
- Manganese: OTO; inachevé à l'armistice de septembre 1943; démantelé par les Allemands
- Piombo: CRDA: Inachevé à l'armistice de septembre 1943; poursuivi par les Allemands sous le nom d'"UIT 13", détruit inachevé en mai 1945
- Potassio: CRDA: Inachevée à l'armistice de septembre 1943; poursuivie par les Allemands sous le nom d'"UIT 10", détruite inachevée en mai 1945
- Rame: CRDA: Inachevé à l'armistice de septembre 1943; poursuivi par les Allemands sous le nom d'"UIT 11", détruit inachevé en mai 1945
- Silicio: OTO; inachevé à l'armistice de septembre 1943; démantelé par les Allemands
- Sodio: CRDA: inachevée à l'armistice de septembre 1943; poursuivie par les Allemands, lancée le 16.3.44 sous le nom d'"UIT 9". sabordé en mai 1945
- Zinco: CRDA: Inachevée à l'armistice de septembre 1943; poursuivie par les Allemands sous le nom d'"UIT 14", détruite inachevée en mai 1945
- Zolfo: OTO; inachevé à l'armistice de septembre 1943; démantelé par les Allemands
- Amianto: Tosi: pose de la quille non faite avant l'armistice; construction annulée
- Magnesio: Tosi: pose de la quille non faite avant l'armistice; construction annulée
- Cadmio: CRDA: pose de la quille non faite avant l'armistice; construction annulée
- Tridio: CRDA: pose de la quille non faite avant l'armistice; construction annulée
- Mercurio: CRDA: pose de la quille non faite avant l'armistice; construction annulée
- Oro: CRDA: pose de la quille non faite avant l'armistice; construction annulée
- Ottone: CRDA: pose de la quille non faite avant l'armistice; construction annulée
- Ruthenio: CRDA: pose de la quille non faite avant l'armistice; construction annulée
- Vanadio: CRDA: pose de la quille non faite avant l'armistice; construction annulée

### Type III
(Tous les navires: pose de la quille non faite avant l'armistice; construction annulée)
- Attinio
- Azoto
- Bromo
- Carbonio
- Elio
- Molibdeno
- Osmio
- Osigeno
- Plutonio
- Radio
- Selenio
- Tungsteno

## Problèmes
Bien que de par leur conception, les "Tritone" étaient de bonnes unités, elles souffraient du fait d'avoir été construites en temps de guerre, lorsque les capacités de l'industrie navale diminuaient progressivement.
Sur le Flutto, en effet (mais cette situation pourrait être valable pour toutes les unités de la classe), les tests ont révélé une vitesse d'immersion et une autonomie (en immersion et en surface) plus faibles que prévu, ainsi qu'une consommation plus élevée.
Pour les sous-marins de la classe Tritone, il était prévu d'utiliser des hélices à pas constant, mais celles-ci posaient de tels problèmes (sauf sur le Gorgo) qu'en février 1943, il fut décidé de les remplacer (sur le Flutto, le Marea, le Vortice et le Nautilo) par des hélices à pas variable.

## Source de la traduction
- (it) Cet article est partiellement ou en totalité issu de l’article de Wikipédia en italien intitulé « Classe Tritone » (voir la liste des auteurs).